# Olivier Philip
Pour les articles homonymes, voir Philip.
Olivier, André Philip est un haut fonctionnaire français né le 31 août 1925 à New York (États-Unis) et mort le 18 mars 2013 à Lyon. Il occupe plusieurs postes de préfet dont celui de Paris de 1984 à 1991.

## Biographie

### Famille
Issu d'une famille protestante (huguenots exilés en Écosse), fils du ministre, député (SFIO) du Rhône, et professeur de droit André Philip (1902-1970) et de Mireille Philip, Juste parmi les Nations. Il est le frère du professeur de droit Loïc Philip (né en 1932). Il s'est marié le 8 août 1947 avec Janine Arlette Wertheimer (1926-2004), médecin anesthésiste, ancien interne des hôpitaux de Lyon, fille du chirurgien Pierre Wertheimer (1892-1982), fondateur de l'école de neurochirurgie de Lyon. De cette union sont nés cinq enfants : Christian Philip (né en 1948), ancien député (UMP) du Rhône, représentant personnel du président de la République Nicolas Sarkozy pour la Francophonie et professeur de droit, Thierry Philip (né en 1949), vice-président (PS) du conseil régional de Rhône-Alpes, maire du IIIe arrondissement de Lyon et professeur en oncologie, Annick, Guy et Martine. Veuf, il a fini ses jours à Lyon.

### Études
Élève au lycée de Saint-Rambert, au lycée de Morlaix, au collège Cévenol de Chambon-sur-Lignon, étudiant aux facultés de droit de Lyon et de Paris, il obtient un doctorat en droit en soutenant une thèse intitulée Le problème de l'Union européenne en 1950,, diplômée de l'École spéciale militaire de Saint-Cyr (École militaire des cadets de la France libre), ancien élève de l'École libre des sciences politiques, et de l'École nationale d'administration promotion Croix de Lorraine en 1947-1948.

### Parcours professionnel
Né à New York, il bénéficiait du passeport américain pour partir aux États-Unis en juin 1941, où ses parents avaient beaucoup d'amis prêts à l'accueillir. Il n'allait, d'ailleurs, y demeurer que quelques mois. Il rejoint les Forces françaises libres de De Gaulle et sera parachuté, de nuit, sur la France lors du débarquement.
Il est administrateur civil entre 1948 et 1951, sous-préfet, directeur du cabinet du préfet du département de la Guadeloupe entre 1951 et 1953, secrétaire général du département du Var entre 1953 et 1954, secrétaire général du département de la Guyane entre 1954 et 1958, directeur du cabinet de Maurice Herzog (haut-commissaire puis secrétaire d'État à la jeunesse et aux sports entre septembre 1958 et septembre 1964), préfet du département de la Nièvre entre septembre 1964 et avril 1966, préfet hors cadre, conseiller technique dans le cabinet du Premier ministre Georges Pompidou entre avril 1966 et juillet 1967, préfet de la région Limousin et du département de la Haute-Vienne entre juillet 1967 et octobre 1972, préfet de la région Bretagne et du département d'Ille-et-Vilaine entre octobre 1972 et 1978, préfet de la région Rhône-Alpes et du département du Rhône entre 1978 et septembre 1984, enfin préfet de la région Île-de-France et du département de Paris entre septembre 1984 et janvier 1991.
Il est admis à faire valoir ses droits à la retraite en 1991. Il meurt le 18 mars 2013.

### Autres fonctions
- Président de l'Association des anciens élèves de l'École nationale d'administration entre 1962 et 1965[3].
- Membre du conseil d'administration de l'École nationale d'administration entre 1971 et 1976[4].
- Président du conseil d'administration de l'Agence financière du bassin Rhône-Méditerranée et Corse entre 1978 et 1984[3],
- Président du conseil d'administration de l'Agence financière du bassin Seine-Normandie entre 1984 et 1991[4].
- Président du Syndicat des transports parisiens entre 1984 et 1991[3].
- Président du conseil d'administration de l'Institut d'aménagement et d'urbanisme de la région d'Île-de-France entre 1984 et 1991[4].
- Président du conseil d'administration de l'Institut Gustave-Roussy entre 1984 et 1991[3],
- Administrateur de l'Établissement public du Parc de la Villette entre 1984 et 1991[4],
- Président d'honneur de l'Association du corps préfectoral et des hauts fonctionnaires du ministère de l'intérieur après en avoir été le président entre 1984 et 1991[3].
- Président d'honneur de la Fondation de France après en avoir été le président du conseil d'administration entre 1991 et janvier 1997[6],[4]
- Président de l'association France terre d'asile entre 1991 et 1995[3].
- Président du comité d'honneur de la Fédération de l'entraide protestante (1993)[4].
- Ancien administrateur de l'Association puis de l'Institut Paul Delouvrier[3].
- Membre du comité financier de la Fondation de la Résistance[4].

## Récompenses et distinctions

### Décorations
- Commandeur de la Légion d'honneur
- Commandeur de l'ordre national du Mérite
- Croix de guerre 1939–1945
- Commandeur de l'ordre du Mérite agricole
- Commandeur de l'ordre du Mérite sportif‎ (1963)[7]
- Médaille de la Reconnaissance française
- Médaille commémorative des services volontaires dans la France libre
- Lauréat de la Faculté de Droit de Paris.